# Ric Keller
Richard Anthony Keller, detto Ric (Johnson City, 5 settembre 1964), è un politico statunitense, membro della Camera dei Rappresentanti per lo stato della Florida dal 2001 al 2009.

## Biografia
Nato nel Tennessee, Keller si laureò in legge presso l'Università Vanderbilt e intraprese la professione di avvocato.
Trasferitosi in Florida, Keller entrò in politica con il Partito Repubblicano e nel 2000 si candidò alla Camera dei Rappresentanti per il seggio lasciato da Bill McCollum. Dopo aver vinto le primarie repubblicane, sconfisse di misura l'avversaria democratica e venne eletto deputato.
Negli anni successivi Keller fu riconfermato dagli elettori per altri tre mandati, ma nel 2008 venne sconfitto dal candidato democratico Alan Grayson e lasciò il seggio dopo otto anni.